# NGC 2223
NGC 2223 é uma galáxia espiral barrada (SBb) localizada na direcção da constelação de Canis Major. Possui uma declinação de -22° 50' 19" e uma ascensão recta de 6 horas, 24 minutos e 35,8 segundos.
A galáxia NGC 2223 foi descoberta em 23 de Janeiro de 1835 por John Herschel.